# Biełaja (dopływ Anadyru)
Biełaja (ros. Белая) – rzeka w azjatyckiej części Rosji, w Czukockim Okręgu Autonomicznym; lewy dopływ Anadyru; długość 487 km; powierzchnia dorzecza 44 700 km².
Rzeka ta powstaje z połączenia rzek Jurumkuwiejem (źródła na Płaskowyżu Anadyrskim) i Enmywaam (wypływa z jeziora Elgygytgyn), płynie w kierunku południowym po Nizinie Anadyrskiej meandrując i dzieląc się na ramiona, uchodzi do Anadyru koło miejscowości Ust-Biełaja. Tarliska łososi pacyficznych.
Rzeka ma zasilanie głównie śniegowe; zamarza od października do końca maja; latem częste powodzie.